# Regionalwahl in Molise 1980
Die Regionalwahl in Molise 1980 fand am 8. und 9. Juni statt.

## Wahlergebnis
| Listen            | Listen                                        | Stimmen | %    | Mandate |
| ----------------- | --------------------------------------------- | ------- | ---- | ------- |
|                   | Democrazia Cristiana                          | 112.985 | 55,4 | 17      |
|                   | Partito Comunista Italiano                    | 32.049  | 15,7 | 5       |
|                   | Partito Socialista Italiano                   | 19.101  | 9,4  | 3       |
|                   | Partito Socialista Democratico Italiano       | 9.791   | 4,8  | 2       |
|                   | Partito Liberale Italiano                     | 8.351   | 4,1  | 1       |
|                   | Movimento Sociale Italiano – Destra Nazionale | 8.261   | 4,1  | 1       |
|                   | Partito Repubblicano Italiano                 | 7.588   | 3,7  | 1       |
|                   | Nuova Sinistra Molisana                       | 2.597   | 1,3  | –       |
|                   | Partito di Unità Proletaria per il Comunismo  | 1.556   | 0,8  | –       |
|                   | Artigiani Commercianti Molisani               | 1.553   | 0,8  | –       |
| Gesamt            | Gesamt                                        | 203.832 | 100  | 30      |
|                   |                                               |         |      |         |
| Ungültige Stimmen | Ungültige Stimmen                             | 12.515  | 5,8  |         |
| Wähler            | Wähler                                        | 216.347 | 75,4 |         |
| Wahlberechtigte   | Wahlberechtigte                               | 287.018 |      |         |